# نیدروبلینگن
نیدروبلینگن (به آلمانی: Niederröblingen) یک منطقهٔ مسکونی در آلمان است که در آل‌اشتد واقع شده‌است. نیدروبلینگن  ۴۵۳ نفر جمعیت دارد.